# Сергеева, Нина Михайловна
Нина Михайловна Сергеева, в девичестве — Скрыпник (иной вариант — Скрипник) (6 января 1921, село Дробышево, Изюмский уезд, Харьковская губерния, Российская империя — 20 июля 2005, посёлок Дробышево, Краматорский район, Донецкая область) — звеньевая колхоза «Червоный хлебороб» Краснолиманского района Сталинской области, Украинская ССР. Герой Социалистического Труда (1948).

## Биография
Родилась в 1921 году в крестьянской семье в селе Дробышево Изюмского района (в советское время — Краснолиманский район, Лиманский район, сегодня — Краматорский район). В послевоенное время трудилась звеньевой в колхозе «Червоный хлебороб» Краснолиманского района.
В 1947 году звено под её руководством собрало в среднем с каждого гектара по 31,11 центнера пшеницы на участке площадью 9 гектаров. Указом Президиума Верховного Совета СССР от 16 февраля 1948 года удостоена звания Героя Социалистического Труда за «получение высоких урожаев пшеницы, ржи, кукурузы и сахарной свёклы в 1947 году» с вручением ордена Ленина и золотой медали «Серп и Молот» (№ 577).
Этим же указом званием Героя Социалистического Труда были награждены труженики колхоза «Червоный хлебороб» бригадиры Тихон Павлович Жуга и Илья Федотович Черников.
После выхода на пенсию проживала в родном посёлке Дробышево. Умерла в июле 2005 года.
Награды
- Герой Социалистического Труда
- Орден Ленина
- Медаль «За трудовую доблесть» (30.04.1966)